# Laemophloeus femoralis
Laemophloeus femoralis is een keversoort uit de familie dwergschorskevers (Laemophloeidae). De wetenschappelijke naam van de soort werd in 1983 gepubliceerd door Sasaji.